# غابرييل بوتشيليا
غابرييل بوتشيليا (5 مارس 1996 البرازيل - ) هو لاعب كرة قدم إيطالي، يلعب كلاعب وسط.

## روابط خارجية
- غابرييل بوتشيليا على موقع الاتحاد الدولي (مؤرشف)  (الإنجليزية)
- غابرييل بوتشيليا على موقع قاعدة بيانات كرة القدم.إي يو (الإنجليزية)
- غابرييل بوتشيليا على موقع ليكيب (الفرنسية)
- غابرييل بوتشيليا على موقع Soccerway.com (الإنجليزية)
- غابرييل بوتشيليا على موقع عالم كرة القدم.نت (الإنجليزية)
- غابرييل بوتشيليا على موقع AS.com (الإسبانية)